# Stolothrissa tanganicae
Stolothrissa tanganicae é uma espécie de peixe da família Clupeidae. É um monotípico dentro do género Stolothrissa.
Pode ser encontrada nos seguintes países: Burundi, República Democrática do Congo, Tanzânia e Zâmbia.
Os seus habitats naturais são: lagos de água doce.